# Питуффик
Питуффик (гренл. Pituffik) — бывший населённый пункт на севере Гренландии. Поселение находится на восточном краю зунда Бюлот возле томболо Уумманнак (гренл. Uummannaq). Сейчас на месте Питуффика находится американская военная авиабаза Туле.
Бывшие жители Питуффика были переселены в город Каанаак.

## История

### Ранняя
Поселение было деревней инугуитов-охотников. Область в районе города Каанаак была заселена несколько тысяч лет. Первое поселение палеоэскимосов, мигрировавших из канадской Арктики, в этом месте относится к 2500 году до н. э.
Первыми европейцами посетившими Питуффик в 1818 году были китобойцы. В 1909 году датский исследователь Кнуд Расмуссен установил в районе поселения торговую станцию. Указом от 10 мая 1921 года округ Туле был включен в датскую колониальную территорию в Гренландии.
Европейцами эта область исследовалась в середине XIX века. Командир Королевского военно-морского флота Великобритании Джеймс Сондерс застрял на HMS North Star в зунде Бюлот в 1849—1850 годах.

### Переселение
В 1951 году США получили разрешение на построение близ поселения военной авиабазы Туле. В период с 1952 по май 1953 года все жители Питуффика и Уумманнак были насильно переселены на 130 км к северу, в новый город Каанаак, также известный как Нью-Каанаак (англ. New Qaanaaq) или Нью-Туле (англ. New Thule). Инуитов заставили жить в палатках на протяжении шести месяцев с мая по ноябрь, вплоть до полярной зимы, пока не были достроены 27 новых домов.
Всего насильственное переселение коренного населения стоило 8,65 млн датских крон (1,52 миллионов долларов США). Более половины стоимости оплатило американское правительство.

### Загрязнение плутонием
После крушения Boeing B-52 Stratofortress над авиабазой Туле в 1968 году началось загрязнение местности радиоактивным плутонием. Загрязнение древних охотничьих угодий отрицательно повлияло на жизнедеятельность жителей региона.
Сообщалось о безволосых морских котиках и овцебыков с деформированными копытами. Проблема загрязнения окружающей среды до сих пор обсуждается Данией, Гренландией и США и является спорным моментом в отношениях этих стран.

## Статус
Авиабаза, построенная на месте бывшего поселения, не принадлежит ни одному муниципалитету Гренландии. База представляет собой анклав, поскольку не находится вне юрисдикции гренландского правительства. В Гренландии расположение авиабазы и сама авиабаза продолжают называться Питуффик в память о старом поселении.
Доступ к объекту ограничен. Путешественники, желающие посетить авиабазу Туле, должны подавать заявление в Нуук либо в Министерство иностранных дел Дании в Копенгагене.

## Попытки восстановления
Спустя более чем полвека после насильственного переселения инуитов из Питуффика, гренландские политики продолжают выдвигать требования восстановить древнее поселение. Нынешнее правительство Гренландии не может повлиять на дальнейшее существование авиабазы на этом месте, поскольку внешняя политика остаётся прерогативой правительства Дании. С середины 1980-х годов тогдашнее правительство самоуправления Гренландии работало вместе с правительством Дании над устранением социальных последствий переселения.
28 ноября 2003 года Верховный суд Дании вынес решение об отказе жителям Каанаака в праве вернуться в бывшую деревню в Питуффике. 428 гренландцев обратились с просьбой об апелляции в Европейский суд по правам человека. Суд единогласно признал жалобу неприемлемой.
Национальный космический институт при Техническом университете Дании управляет исследовательской станцией Туле в Питуффике, экипаж которой работает до 2 месяцев в году.

## Климат
Климат Питуффика в 1961—1975 годах:
| Показатель                    | Янв.  | Фев.  | Март  | Апр.  | Май   | Июнь | Июль | Авг. | Сен.  | Окт.  | Нояб. | Дек.  |
| ----------------------------- | ----- | ----- | ----- | ----- | ----- | ---- | ---- | ---- | ----- | ----- | ----- | ----- |
| Абсолютный максимум, °C       | 4,0   | 5,0   | 3,0   | 4,6   | 10,3  | 14,5 | 17,2 | 17,0 | 11,0  | 5,4   | 5,7   | 3,5   |
| Средний суточный максимум, °C | −18,5 | −18,4 | −19,4 | −12,2 | −2    | 4,1  | 7,0  | 6,6  | 1,3   | −5,5  | −12   | −17,6 |
| Средний суточный минимум, °C  | −28,2 | −28,1 | −28,5 | −22,1 | −9,8  | −2   | 0,7  | 0,9  | −4    | −11,7 | −19,9 | −25,6 |
| Абсолютный минимум, °C        | −39,5 | −39   | −40,5 | −35,6 | −25,2 | −9,5 | −4   | −6,3 | −19,6 | −31,2 | −34,5 | −38   |
| Норма осадков, мм             | 6     | 8     | 4     | 7     | 7     | 8    | 20   | 25   | 19    | 13    | 9     | 8     |